# Miguel Trauco
Miguel Ángel Trauco Saavedra (Tarapoto, 25 augustus 1992) is een Peruviaans voetballer die doorgaans speelt als linksback. In januari 2025 verruilde hij Criciúma voor Alianza Lima. Trauco maakte in 2014 zijn debuut in het Peruviaans voetbalelftal.

## Clubcarrière
Trauco beleefde zijn doorbraak als profvoetballer bij Unión Comercio. Bij deze club speelde hij gedurende vijf seizoenen honderdtweeënzestig competitiewedstrijden, waarin hij driemaal scoorde. Hierop werd de verdediger voor het seizoen 2016 aangetrokken door Universitario. In één seizoen speelde Trauco hier negenendertig competitieduels, telkens de volledige negentig minuten. Na dit seizoen werd hij aangekocht door Flamengo, waar hij zijn handtekening zette onder een verbintenis voor de duur van drie seizoenen. Trauco verkaste in augustus 2019 voor circa een miljoen euro naar Saint-Étienne, waar hij voor drie jaar tekende. Na deze drie jaar stapte hij transfervrij over naar San Jose Earthquakes. Zijn contract verliep in januari 2024 en daarop tekende hij voor Criciúma. Na het aflopen van zijn contract in januari 2025 keerde hij terug in Peru bij Alianza Lima.

## Clubstatistieken
| Seizoen | Club                 | Competitie          | Competitie | Competitie | Beker | Beker | Internationaal | Internationaal | Totaal | Totaal |
| Seizoen | Club                 | Competitie          | Wed.       | Dlp.       | Wed.  | Dlp.  | Wed.           | Dlp.           | Wed.   | Dlp.   |
| ------- | -------------------- | ------------------- | ---------- | ---------- | ----- | ----- | -------------- | -------------- | ------ | ------ |
| 2011    | Unión Comercio       | Primera División    | 22         | 2          | 0     | 0     | —              | —              | 22     | 2      |
| 2012    | Unión Comercio       | Primera División    | 43         | 0          | 0     | 0     | 2              | 0              | 45     | 0      |
| 2013    | Unión Comercio       | Primera División    | 40         | 0          | 0     | 0     | —              | —              | 40     | 0      |
| 2014    | Unión Comercio       | Primera División    | 27         | 0          | 12    | 0     | —              | —              | 39     | 0      |
| 2015    | Unión Comercio       | Primera División    | 30         | 1          | 8     | 1     | 2              | 0              | 40     | 2      |
| 2016    | Universitario        | Primera División    | 39         | 1          | 0     | 0     | 2              | 0              | 41     | 1      |
| 2017    | Flamengo             | Série A             | 36         | 2          | 4     | 0     | 13             | 2              | 53     | 4      |
| 2018    | Flamengo             | Série A             | 9          | 0          | 1     | 0     | 0              | 0              | 10     | 0      |
| 2019    | Flamengo             | Série A             | 10         | 0          | 0     | 0     | 2              | 0              | 12     | 0      |
| 2019/20 | Saint-Étienne        | Ligue 1             | 19         | 1          | 4     | 0     | 1              | 0              | 24     | 1      |
| 2020/21 | Saint-Étienne        | Ligue 1             | 26         | 0          | 1     | 0     | —              | —              | 27     | 0      |
| 2021/22 | Saint-Étienne        | Ligue 1             | 17         | 1          | 3     | 0     | —              | —              | 20     | 1      |
| 2022    | San Jose Earthquakes | Major League Soccer | 3          | 0          | 0     | 0     | —              | —              | 3      | 0      |
| 2023    | San Jose Earthquakes | Major League Soccer | 28         | 3          | 1     | 0     | 2              | 0              | 31     | 3      |
| 2024    | Criciúma             | Série B             | 32         | 2          | 4     | 0     | —              | —              | 36     | 2      |
| 2025    | Unión Comercio       | Primera División    | 0          | 0          | 0     | 0     | —              | —              | 0      | 0      |
| Totaal  | Totaal               | Totaal              | 371        | 13         | 38    | 1     | 24             | 2              | 443    | 16     |

Bijgewerkt op 8 januari 2025.

## Interlandcarrière
Trauco maakte zijn debuut in het Peruviaans voetbalelftal op 6 augustus 2014, toen met 3–0 gewonnen werd van Panama door twee doelpunten van Carlos Ascues en eentje van Christian Ramos. Trauco moest van bondscoach Pablo Bengoechea op de bank beginnen en hij viel in de rust in voor Yoshimar Yotún. De andere debutanten dit duel waren Pedro Gallese, Ascues, Hernán Hinostroza, Benjamín Ubierna (allen Universidad San Martín), Víctor Cedrón (Alianza Lima) en Carlos Jairzinho Gonzales (Inti Gas Ayacucho). In de zomer van 2018 werd Yotún door bondscoach Ricardo Gareca opgenomen in de Peruviaanse selectie voor het WK voetbal in Rusland. Op dit toernooi werd Peru in de groepsfase uitgeschakeld na nederlagen tegen Denemarken (0–1) en Frankrijk (1–0) en een overwinning op Australië (0–2). Trauco mocht alle drie de duels in de basis beginnen en werd tegen de Fransen acht minuten voor tijd gewisseld voor Raúl Ruidíaz.
| Interlands van Miguel Trauco voor Peru | Interlands van Miguel Trauco voor Peru | Interlands van Miguel Trauco voor Peru | Interlands van Miguel Trauco voor Peru | Interlands van Miguel Trauco voor Peru | Interlands van Miguel Trauco voor Peru | Interlands van Miguel Trauco voor Peru |
| №                                      | Datum                                  | Wedstrijd                              | Uitslag                                | Competitie                             | Goals                                  |                                        |
| Als speler bij Unión Comercio          | Als speler bij Unión Comercio          | Als speler bij Unión Comercio          | Als speler bij Unión Comercio          | Als speler bij Unión Comercio          | Als speler bij Unión Comercio          | Als speler bij Unión Comercio          |
| -------------------------------------- | -------------------------------------- | -------------------------------------- | -------------------------------------- | -------------------------------------- | -------------------------------------- | -------------------------------------- |
| 1                                      | 6 augustus 2014                        | Peru – Panama                          | 3 – 0                                  | Vriendschappelijk                      |                                        |                                        |
| 2                                      | 4 september 2014                       | Irak – Peru                            | 0 – 2                                  | Vriendschappelijk                      |                                        |                                        |
| Als speler bij Universitario           |                                        |                                        |                                        |                                        |                                        |                                        |
| 3                                      | 23 mei 2016                            | Peru – Trinidad en Tobago              | 4 – 0                                  | Vriendschappelijk                      |                                        |                                        |
| 4                                      | 4 juni 2016                            | Haïti – Peru                           | 0 – 1                                  | Copa América 2016                      |                                        |                                        |
| 5                                      | 8 juni 2016                            | Ecuador – Peru                         | 2 – 2                                  | Copa América 2016                      |                                        |                                        |
| 6                                      | 12 juni 2016                           | Peru – Brazilië                        | 1 – 0                                  | Copa América 2016                      |                                        |                                        |
| 7                                      | 17 juni 2016                           | Peru – Colombia                        | 0 – 0 (2 – 4 n.s.)                     | Copa América 2016                      |                                        |                                        |
| 8                                      | 1 september 2016                       | Bolivia – Peru                         | 2 – 0                                  | WK 2018 kwalificatie                   |                                        |                                        |
| 9                                      | 6 september 2016                       | Peru – Ecuador                         | 2 – 1                                  | WK 2018 kwalificatie                   |                                        |                                        |
| 10                                     | 6 oktober 2016                         | Peru – Argentinië                      | 2 – 2                                  | WK 2018 kwalificatie                   |                                        |                                        |
| 11                                     | 11 oktober 2016                        | Chili – Peru                           | 2 – 1                                  | WK 2018 kwalificatie                   |                                        |                                        |
| 12                                     | 10 november 2016                       | Paraguay – Peru                        | 1 – 4                                  | WK 2018 kwalificatie                   |                                        |                                        |
| Als speler bij Flamengo                |                                        |                                        |                                        |                                        |                                        |                                        |
| 13                                     | 23 maart 2017                          | Venezuela – Peru                       | 2 – 2                                  | WK 2018 kwalificatie                   |                                        |                                        |
| 14                                     | 28 maart 2017                          | Peru – Uruguay                         | 2 – 1                                  | WK 2018 kwalificatie                   |                                        |                                        |
| 15                                     | 8 juni 2017                            | Peru – Paraguay                        | 1 – 0                                  | Vriendschappelijk                      |                                        |                                        |
| 16                                     | 13 juni 2017                           | Peru – Jamaica                         | 3 – 1                                  | Vriendschappelijk                      |                                        |                                        |
| 17                                     | 31 augustus 2017                       | Peru – Bolivia                         | 2 – 1                                  | WK 2018 kwalificatie                   |                                        |                                        |
| 18                                     | 5 september 2017                       | Ecuador – Peru                         | 1 – 2                                  | WK 2018 kwalificatie                   |                                        |                                        |
| 19                                     | 5 oktober 2017                         | Argentinië – Peru                      | 0 – 0                                  | WK 2018 kwalificatie                   |                                        |                                        |
| 20                                     | 10 oktober 2017                        | Peru – Colombia                        | 1 – 1                                  | WK 2018 kwalificatie                   |                                        |                                        |
| 21                                     | 11 november 2017                       | Nieuw-Zeeland – Peru                   | 0 – 0                                  | WK 2018 kwalificatie                   |                                        |                                        |
| 22                                     | 15 november 2017                       | Peru – Nieuw-Zeeland                   | 2 – 0                                  | WK 2018 kwalificatie                   |                                        |                                        |
| 23                                     | 23 maart 2018                          | Peru – Kroatië                         | 2 – 0                                  | Vriendschappelijk                      |                                        |                                        |
| 24                                     | 27 maart 2018                          | IJsland – Peru                         | 1 – 3                                  | Vriendschappelijk                      |                                        |                                        |
| 25                                     | 29 mei 2018                            | Peru – Schotland                       | 2 – 0                                  | Vriendschappelijk                      |                                        |                                        |
| 26                                     | 3 juni 2018                            | Saoedi-Arabië – Peru                   | 0 – 3                                  | Vriendschappelijk                      |                                        |                                        |
| 27                                     | 9 juni 2018                            | Zweden – Peru                          | 0 – 0                                  | Vriendschappelijk                      |                                        |                                        |
| 28                                     | 16 juni 2018                           | Peru – Denemarken                      | 0 – 1                                  | WK 2018                                |                                        |                                        |
| 29                                     | 21 juni 2018                           | Frankrijk – Peru                       | 1 – 0                                  | WK 2018                                |                                        |                                        |
| 30                                     | 26 juni 2018                           | Australië – Peru                       | 0 – 2                                  | WK 2018                                |                                        |                                        |
| 31                                     | 6 september 2018                       | Nederland – Peru                       | 2 – 1                                  | Vriendschappelijk                      |                                        |                                        |
| 32                                     | 9 september 2018                       | Duitsland – Peru                       | 2 – 1                                  | Vriendschappelijk                      |                                        |                                        |
| 33                                     | 12 oktober 2018                        | Peru – Chili                           | 3 – 0                                  | Vriendschappelijk                      |                                        |                                        |
| 34                                     | 15 november 2018                       | Peru – Ecuador                         | 0 – 2                                  | Vriendschappelijk                      |                                        |                                        |
| 35                                     | 20 november 2018                       | Peru – Costa Rica                      | 2 – 3                                  | Vriendschappelijk                      |                                        |                                        |
| 36                                     | 22 maart 2019                          | Peru – Paraguay                        | 1 – 0                                  | Vriendschappelijk                      |                                        |                                        |
| 37                                     | 26 maart 2019                          | El Salvador – Peru                     | 2 – 0                                  | Vriendschappelijk                      |                                        |                                        |
| 38                                     | 5 juni 2019                            | Peru – Costa Rica                      | 1 – 0                                  | Vriendschappelijk                      |                                        |                                        |
| 39                                     | 9 juni 2019                            | Peru – Colombia                        | 0 – 3                                  | Vriendschappelijk                      |                                        |                                        |
| 40                                     | 15 juni 2019                           | Venezuela – Peru                       | 0 – 0                                  | Copa América 2019                      |                                        |                                        |
| 41                                     | 18 juni 2019                           | Bolivia – Peru                         | 1 – 3                                  | Copa América 2019                      |                                        |                                        |
| 42                                     | 22 juni 2019                           | Brazilië – Peru                        | 5 – 0                                  | Copa América 2019                      |                                        |                                        |
| 43                                     | 29 juni 2019                           | Uruguay – Peru                         | 0 – 0 (4 – 5 n.s.)                     | Copa América 2019                      |                                        |                                        |
| 44                                     | 3 juli 2019                            | Chili – Peru                           | 0 – 3                                  | Copa América 2019                      |                                        |                                        |
| 45                                     | 7 juli 2019                            | Brazilië – Peru                        | 3 – 1                                  | Copa América 2019                      |                                        |                                        |
| Als speler bij Saint-Étienne           |                                        |                                        |                                        |                                        |                                        |                                        |
| 46                                     | 5 september 2019                       | Ecuador – Peru                         | 1 – 0                                  | Vriendschappelijk                      |                                        |                                        |
| 47                                     | 10 september 2019                      | Brazilië – Peru                        | 0 – 1                                  | Vriendschappelijk                      |                                        |                                        |
| 48                                     | 11 oktober 2019                        | Uruguay – Peru                         | 1 – 0                                  | Vriendschappelijk                      |                                        |                                        |
| 49                                     | 15 oktober 2019                        | Peru – Uruguay                         | 1 – 1                                  | Vriendschappelijk                      |                                        |                                        |
| 50                                     | 15 november 2019                       | Colombia – Peru                        | 1 – 0                                  | Vriendschappelijk                      |                                        |                                        |
| 51                                     | 8 oktober 2020                         | Paraguay – Peru                        | 2 – 2                                  | WK 2022 kwalificatie                   |                                        |                                        |
| 52                                     | 13 oktober 2020                        | Peru – Brazilië                        | 2 – 4                                  | WK 2022 kwalificatie                   |                                        |                                        |
| 53                                     | 13 november 2020                       | Chili – Peru                           | 2 – 0                                  | WK 2022 kwalificatie                   |                                        |                                        |
| 54                                     | 17 november 2020                       | Peru – Argentinië                      | 0 – 2                                  | WK 2022 kwalificatie                   |                                        |                                        |
| 55                                     | 3 juni 2021                            | Peru – Colombia                        | 0 – 3                                  | WK 2022 kwalificatie                   |                                        |                                        |
| 56                                     | 23 juni 2021                           | Ecuador – Peru                         | 2 – 2                                  | Copa América 2019                      |                                        |                                        |
| 57                                     | 27 juni 2021                           | Venezuela – Peru                       | 0 – 1                                  | Copa América 2019                      |                                        |                                        |
| 58                                     | 2 juli 2021                            | Peru – Paraguay                        | 3 – 3 (4 – 3 n.s.)                     | Copa América 2019                      |                                        |                                        |
| 59                                     | 5 juli 2021                            | Brazilië – Peru                        | 1 – 0                                  | Copa América 2019                      |                                        |                                        |
| 60                                     | 7 oktober 2021                         | Peru – Chili                           | 2 – 0                                  | WK 2022 kwalificatie                   |                                        |                                        |
| 61                                     | 14 oktober 2021                        | Argentinië – Peru                      | 1 – 0                                  | WK 2022 kwalificatie                   |                                        |                                        |
| 62                                     | 11 november 2021                       | Peru – Bolivia                         | 3 – 0                                  | WK 2022 kwalificatie                   |                                        |                                        |
| 63                                     | 16 november 2021                       | Venezuela – Peru                       | 1 – 2                                  | WK 2022 kwalificatie                   |                                        |                                        |
| 64                                     | 1 februari 2022                        | Peru – Ecuador                         | 1 – 1                                  | WK 2022 kwalificatie                   |                                        |                                        |
| 65                                     | 24 maart 2022                          | Uruguay – Peru                         | 1 – 0                                  | WK 2022 kwalificatie                   |                                        |                                        |
| 66                                     | 29 maart 2022                          | Peru – Paraguay                        | 2 – 0                                  | WK 2022 kwalificatie                   |                                        |                                        |
| 67                                     | 5 juni 2022                            | Peru – Nieuw-Zeeland                   | 1 – 0                                  | Vriendschappelijk                      |                                        |                                        |
| 68                                     | 13 juni 2022                           | Australië – Peru                       | 0 – 0 (5 – 4 n.s.)                     | WK 2022 kwalificatie                   |                                        |                                        |
| Als speler bij San Jose Earthquakes    |                                        |                                        |                                        |                                        |                                        |                                        |
| 69                                     | 28 maart 2023                          | Marokko – Peru                         | 0 – 0                                  | Vriendschappelijk                      |                                        |                                        |
| 70                                     | 16 juni 2023                           | Zuid-Korea – Peru                      | 0 – 1                                  | Vriendschappelijk                      |                                        |                                        |
| 71                                     | 7 september 2023                       | Paraguay – Peru                        | 0 – 0                                  | WK 2026 kwalificatie                   |                                        |                                        |
| 72                                     | 12 september 2023                      | Peru – Brazilië                        | 0 – 1                                  | WK 2026 kwalificatie                   |                                        |                                        |
| 73                                     | 12 oktober 2023                        | Chili – Peru                           | 2 – 0                                  | WK 2026 kwalificatie                   |                                        |                                        |
| 74                                     | 17 oktober 2023                        | Peru – Argentinië                      | 0 – 2                                  | WK 2026 kwalificatie                   |                                        |                                        |
| Als speler bij Criciúma                |                                        |                                        |                                        |                                        |                                        |                                        |
| 75                                     | 22 maart 2024                          | Peru – Nicaragua                       | 2 – 0                                  | Vriendschappelijk                      |                                        |                                        |

Bijgewerkt op 8 januari 2025.